# Macro (software)
Een macro is een klein computerprogrammaatje dat gedefinieerd is binnen een ander programma. De taak van een macro is om de werking (of de gebruiker) van het andere programma te ondersteunen, bijvoorbeeld door de automatisering van een aantal handelingen.
Een macro is niet bedoeld om als programma te draaien buiten de omgeving waarin de macro gedefinieerd is. Een macro wordt dan ook meestal uitgevoerd door een interpreter binnen de omgeving van de macro. Een programma dat in een tekstverwerker een gegeven alinea van een bepaalde opmaak voorziet, is een macro. Een programma dat door de gebruiker vanaf de commandoregel opgestart wordt om een aantal regelmatige terugkerende beheertaken op een systeem uit te voeren, wordt over het algemeen gezien als een script en niet als een macro.
Bekende macrosystemen zijn het VBA-systeem dat in Microsoft Office applicaties wordt toegepast en het gelijkaardige systeem van OpenOffice en LibreOffice. Er zijn echter zeer veel verschillende systemen, variërend van interpreters voor algemeen beschikbare talen die ingebed worden in applicaties tot applicaties waarvoor een heel eigen macrotaaltje ontwikkeld wordt.
De naam macro wordt ook toegepast in assembleertalen, C en C++. Daar betreft het definities die door de preprocessor tekstueel vervangen worden vóór de eigenlijke compilatie van het programma.